# 淡藍之眸
《淡藍之眸》（英語：The Pale Blue Eye）是一部2022年美國推理驚悚片，改編自路易斯·貝亞德的2006年同名小說，由史考特·庫柏編導，克里斯汀·貝爾、哈利·米爾林、吉蓮·安德森、露西·波頓和勞勃·杜瓦主演。故事主要圍繞在1830年代發生在美國西點軍校中的一系列謀殺事件；貝爾飾演一名資深偵探，並透過一名相當注重細節的年輕學員的協助來展開調查，該名學員就是日後知名的驚悚小說家愛倫·坡。
《淡藍之眸》2022年12月23日在美國有限上映，2023年1月6日於Netflix全球上線。電影的整體評價褒貶不一。

## 演員
- 克里斯汀·貝爾飾演奧古斯塔斯·蘭多（Augustus Landor）
- 哈利·米爾林飾演愛倫·坡
- 賽門·麥克伯尼飾演希區考克上尉（Captain Hitchcock）
- 提摩西·司伯飾演席爾瓦努斯·塞耶（英语：Sylvanus Thayer）
- 陶比·瓊斯飾演丹尼爾·馬奎斯醫生（Dr. Daniel Marquis）
- 哈里·勞提飾演學員阿爾忒彌斯·馬奎斯（Cadet Artemus Marquis）
- 弗雷德·海辛格（英语：Fred Hechinger）飾演學員倫道夫·巴林格（Cadet Randolph Ballinger）
- 夏綠蒂·甘絲柏飾演派琪（Patsy）
- 露西·波頓飾演莉亞·馬奎斯（Lea Marquis）
- 勞勃·杜瓦飾演尚-貝佩（Jean-Pepe）
- 吉蓮·安德森飾演茱莉亞·馬奎斯夫人（Mrs. Julia Marquis）
- 史蒂文·邁爾（Steven Maier）飾演學員弗萊（Cadet Fry）
- 布倫南·庫克（Brennan Cook）飾演學員亨通（Cadet Huntoon）
- 奧兒拉·卡斯蒂（英语：Orlagh Cassidy）飾演弗萊夫人（Mrs. Fry）
- 哈德莉·羅賓森（英语：Hadley Robinson）飾演瑪蒂（Mattie）
- 吉迪恩·格利克（英语：Gideon Glick）飾演學員霍雷肖·科克倫（Cadet Haratio Cochrane）
- 馬特·海姆（Matt Heim）飾演學員盧埃林·李（Cadet Llewellyn Lee）
- 查理·特翰飾演學員拉夫堡（Cadet Loughborough）
- 宾夕法尼亚州参议员约翰·费特曼（John Fetterman）和夫人吉赛尔·巴雷托·费特曼则于这部电影中友情客串飾演其他角色，其中约翰更饰演在小酒馆点烟斗的顾客

## 製作
2021年2月，據報導史考特·庫柏將編導一部改編自路易斯·貝亞德2006年小說《淡藍之眸》的電影，由克里斯汀·貝爾主演。這將是庫柏和貝爾繼《逃出鎔爐》（2013年）和《敵對分子》（2017年）後第三次合作。2021年3月，Netflix宣佈於柏林國際影展以約5500萬美元買下該片的發行權。2021年6月，哈利·米爾林加入演員陣容。2021年12月，吉蓮·安德森、露西·波頓、夏綠蒂·甘絲柏、陶比·瓊斯、哈里·勞提、賽門·麥克伯尼、提摩西·司伯、哈德莉·羅賓森、喬伊·布魯克斯（Joey Brooks）、布倫南·庫克（Brennan Cook）、吉迪恩·格利克、弗雷德·海辛格、馬特·海姆（Matt Heim）、史蒂文·邁爾（Steven Maier）、查理·特翰和勞勃·杜瓦加入演員陣容。

### 拍攝
拍攝於2021年11月29日在賓夕法尼亞州開始進行。

## 外部連結
- 在Netflix上觀看《淡藍之眸》
- 互联网电影数据库（IMDb）上《淡藍之眸》的资料（英文）
- 豆瓣电影上《淡藍之眸》的資料 （简体中文）

#invoke:NavboxV2